# Блох, Джошуа
Джошуа Блох (англ. Joshua J. Bloch) (род. 28 августа 1961 г.) — программный инженер и писатель, бывший работник компании Sun Microsystems и Google. Он возглавлял разработку и реализацию различных функционалов платформы Java, включая фреймворк коллекций Java Collections, пакет java.math и механизм assert.

## Биография
Блох имеет степень бакалавра информатики в Колумбийском университете и степень доктора философии по информатике в Университете Карнеги-Мелон.
В декабре 2004 года журнал  Java Developer's включил Джошуа Блоха в список "Top 40 Software People in the World". 
Джошуа является автором книги Effective Java (издана в 2001 году, второе издание вышло в 2008 году, третье - в 2018 году), которая в 2001 году получила награду Jolt Award, а также соавтором двух других книг: Java Puzzlers (2005 г.) и Java Concurrency in Practice (2006 г.).